# Llista de monuments de Llagostera
Llista de monuments de Llagostera inclosos en l'Inventari del Patrimoni Arquitectònic Català pel municipi de Llagostera (Gironès). Inclou els inscrits en el Registre de Béns Culturals d'Interès Nacional (BCIN) amb la classificació de monuments històrics, els béns culturals d'interès local (BCIL) de caràcter immoble i la resta de béns arquitectònics integrants del patrimoni cultural català.
| Monument                                        | Protecció   | Estil/època                         | Localització                                                  | Coordenades                                           | Codi?         | Imatge |
| ----------------------------------------------- | ----------- | ----------------------------------- | ------------------------------------------------------------- | ----------------------------------------------------- | ------------- | --- |
| Casa de les Vídues, Casa Petit o Ca la Viudi    | BCIN 140-MH | Gòtic-renaixement, obra popular XVI | Llagostera Pl. de la Llibertat, 1                             | 41° 49′ 42″ N, 2° 53′ 33″ E / 41.828409°N,2.892467°E  | RI-51-0001069 | Casa de les Vídues (Llagostera) · Vegeu més fotos d'aquest monument · Carregueu una nova foto d'aquest monument                                       |
| Castell de Llagostera                           | BCIN 970-MH | XIV                                 | Llagostera                                                    | 41° 49′ 44″ N, 2° 53′ 31″ E / 41.828889°N,2.891944°E  | RI-51-0005932 | Castell de Llagostera · Vegeu més fotos d'aquest monument · Carregueu una nova foto d'aquest monument                                                 |
| Montagut                                        | BCIN 971-MH | Medieval                            | Llagostera Veïnat de Sant Llorenç                             | 41° 45′ 58″ N, 2° 56′ 21″ E / 41.766017°N,2.939037°E  | RI-51-0005933 | Montagut (Llagostera) · Vegeu més fotos d'aquest monument · Carregueu una nova foto d'aquest monument                                                 |
| Casa Ribera                                     |             | Modernisme XX Inici                 | Llagostera Pl. de Catalunya, 6                                | 41° 49′ 33″ N, 2° 53′ 38″ E / 41.825809°N,2.893891°E  | IPA-30422     | Casa Ribera (Llagostera) · Vegeu més fotos d'aquest monument · Carregueu una nova foto d'aquest monument                                              |
| Casa J.F. Coris                                 |             | Eclecticisme XIX Final              | Llagostera C. de la Glorieta, 10                              | 41° 49′ 35″ N, 2° 53′ 31″ E / 41.82631°N,2.891998°E   | IPA-30426     | Casa J.F. Coris (Llagostera) · Vegeu més fotos d'aquest monument · Carregueu una nova foto d'aquest monument                                          |
| Tomba de Josep Tarrè                            |             | Academicisme XIX Mitjan             | Llagostera Cementiri Municipal                                | 41° 49′ 27″ N, 2° 54′ 07″ E / 41.824240°N,2.901883°E  | IPA-30433     | Tomba de Josep Tarrè (Llagostera) · Vegeu més fotos d'aquest monument · Carregueu una nova foto d'aquest monument                                     |
| Carrer de l'Hospital                            |             | Obra popular XVIII                  | Llagostera C. de l'Hospital, 1-37                             | 41° 49′ 41″ N, 2° 53′ 39″ E / 41.828147°N,2.894266°E  | IPA-30434     | Carrer de l'Hospital (Llagostera) · Vegeu més fotos d'aquest monument · Carregueu una nova foto d'aquest monument                                     |
| Capella del Roser de Llagostera                 |             | Gòtic-renaixement, obra popular XVI | Llagostera C. de Barcelona, 30, barri de l'Estació            | 41° 49′ 36″ N, 2° 53′ 26″ E / 41.826729°N,2.890451°E  | IPA-30410     | Capella del Roser (Llagostera) · Vegeu més fotos d'aquest monument · Carregueu una nova foto d'aquest monument                                        |
| Torre Albertí                                   |             | Gòtic-Renaixement XVI               | Llagostera C. de Barcelona, barri de l'Estació                | 41° 49′ 37″ N, 2° 53′ 25″ E / 41.826887°N,2.890186°E  | IPA-30423     | Torre Albertí (Llagostera) · Vegeu més fotos d'aquest monument · Carregueu una nova foto d'aquest monument                                            |
| Garatge de Can Boada, antiga Fàbrica de Gas     |             | Modernisme XX Inici                 | Llagostera C. Barcelona, 45, barri de l'Estació               | 41° 49′ 34″ N, 2° 53′ 26″ E / 41.826220°N,2.890512°E  | IPA-30428     | Garatge de Can Boada (Llagostera) · Vegeu més fotos d'aquest monument · Carregueu una nova foto d'aquest monument                                     |
| La Doma de Llagostera                           |             | Obra popular XVII, XVIII            | Llagostera C. de la Concepció, barri Vell (enderrocat)        | 41° 49′ 39″ N, 2° 53′ 33″ E / 41.827608°N,2.89237°E   | IPA-30429     | La Doma (Llagostera) · Vegeu més fotos d'aquest monument · Carregueu una nova foto d'aquest monument                                                  |
| Casa Comte                                      |             | Eclecticisme XVII, XIX Mitjan       | Llagostera C. Sant Pere, 12, barri Vell                       | 41° 49′ 42″ N, 2° 53′ 36″ E / 41.828396°N,2.893209°E  | IPA-30430     | Casa Comte (Llagostera) · Vegeu més fotos d'aquest monument · Carregueu una nova foto d'aquest monument                                               |
| Casa Soler                                      |             | Eclecticisme XIX                    | Llagostera C. Sant Pere, 14, barri Vell                       | 41° 49′ 42″ N, 2° 53′ 36″ E / 41.828342°N,2.893314°E  | IPA-30431     | Casa Soler (Llagostera) · Vegeu més fotos d'aquest monument · Carregueu una nova foto d'aquest monument                                               |
| Església parroquial de Sant Feliu de Llagostera |             | Gòtic tardà, barroc XV, XVII        | Llagostera Pl. de la Vila, barri Vell                         | 41° 49′ 43″ N, 2° 53′ 32″ E / 41.828688°N,2.892329°E  | IPA-30409     | Església parroquial de Sant Feliu (Llagostera) · Vegeu més fotos d'aquest monument · Carregueu una nova foto d'aquest monument                        |
| Cal Domer Petit                                 |             | Obra popular XVI, XVIII             | Llagostera C. Girona de Dalt, 10, barri Vell                  | 41° 49′ 41″ N, 2° 53′ 29″ E / 41.828068°N,2.891424°E  | IPA-30413     | Cal Domer Petit (Llagostera) · Vegeu més fotos d'aquest monument · Carregueu una nova foto d'aquest monument                                          |
| Quadra d'en Ribes                               |             | Obra popular XVI                    | Llagostera C. Girona de Dalt, 4, barri Vell                   | 41° 49′ 41″ N, 2° 53′ 30″ E / 41.827962°N,2.891704°E  | IPA-30414     | Quadra d'en Ribes (Llagostera) · Vegeu més fotos d'aquest monument · Carregueu una nova foto d'aquest monument                                        |
| Can Palé                                        |             | Obra popular XVII                   | Llagostera C. Sant Pere, 21, barri Vell                       | 41° 49′ 42″ N, 2° 53′ 36″ E / 41.828466°N,2.893281°E  | IPA-30418     | Can Palé (Llagostera) · Vegeu més fotos d'aquest monument · Carregueu una nova foto d'aquest monument                                                 |
| Casa Caldes, Casino Vell                        |             | Neoclassicisme XIX Mitjan           | Llagostera C. Santa Anna, 2-4, barri Vell                     | 41° 49′ 41″ N, 2° 53′ 32″ E / 41.828033°N,2.892273°E  | IPA-30420     | Casa Caldes (Llagostera) · Vegeu més fotos d'aquest monument · Carregueu una nova foto d'aquest monument                                              |
| Casa NTBE                                       |             | Eclecticisme XIX                    | Llagostera C. Sant Antoni, 1, barri Vell                      | 41° 49′ 43″ N, 2° 53′ 33″ E / 41.828506°N,2.892432°E  | IPA-30421     | Casa NTBE (Llagostera) · Vegeu més fotos d'aquest monument · Carregueu una nova foto d'aquest monument                                                |
| Font pública de Llagostera                      |             | Arquitectura del ferro XIX Final    | Llagostera Pl. del Mercat, de Baix, o de la Bomba, barri Vell | 41° 49′ 41″ N, 2° 53′ 31″ E / 41.828018°N,2.892081°E  | IPA-30435     | Font pública (Llagostera) · Vegeu més fotos d'aquest monument · Carregueu una nova foto d'aquest monument                                             |
| Museu Vilà o Casa Franquesa                     |             | Neoclassicisme-romàntic XIX         | Llagostera C. Sant Pere, 25-27, centre urbà                   | 41° 49′ 42″ N, 2° 53′ 37″ E / 41.828338°N,2.893543°E  | IPA-30412     | Casa Franquesa (Llagostera) · Vegeu més fotos d'aquest monument · Carregueu una nova foto d'aquest monument                                           |
| Casa Rissec                                     |             | Modernisme, noucentisme XX Mitjan   | Llagostera C. Àngel Guimerà, 6                                | 41° 49′ 36″ N, 2° 53′ 41″ E / 41.826720°N,2.894810°E  | IPA-30427     | Casa Rissec (Llagostera) · Vegeu més fotos d'aquest monument · Carregueu una nova foto d'aquest monument                                              |
| Casino Llagosterenc                             |             | Noucentisme XX Mitjan               | Llagostera Pl. Catalunya, Eixample                            | 41° 49′ 32″ N, 2° 53′ 37″ E / 41.825633°N,2.893620°E  | IPA-30411     | Casino de Llagostera · Vegeu més fotos d'aquest monument · Carregueu una nova foto d'aquest monument                                                  |
| Habitatge al carrer Pau Casals, 16              |             | Modernisme XX Inici                 | Llagostera C. Pau Casals, 16, Eixample Estació                | 41° 49′ 29″ N, 2° 53′ 31″ E / 41.824589°N,2.891939°E  | IPA-30415     | Habitatge al carrer Pau Casals, 16 (Llagostera) · Vegeu més fotos d'aquest monument · Carregueu una nova foto d'aquest monument                       |
| Habitatge al carrer Pau Casals, 18              |             | Eclecticisme XIX Final              | Llagostera C. Pau Casals, 18, Eixample Estació                | 41° 49′ 28″ N, 2° 53′ 31″ E / 41.824526°N,2.891876°E  | IPA-30416     | Habitatge al carrer Pau Casals, 18 (Llagostera) · Vegeu més fotos d'aquest monument · Carregueu una nova foto d'aquest monument                       |
| Habitatge al carrer Pau Casals, 14              |             | Eclecticisme XIX Final              | Llagostera C. Pau Casals, 14, Eixample Estació                | 41° 49′ 29″ N, 2° 53′ 31″ E / 41.824619°N,2.892005°E  | IPA-30417     | Habitatge al carrer Pau Casals, 14 (Llagostera) · Vegeu més fotos d'aquest monument · Carregueu una nova foto d'aquest monument                       |
| Can Vidal                                       |             | Obra popular XIX                    | Llagostera Pg. Pompeu Fabra, 34, Eixample Estació             | 41° 49′ 31″ N, 2° 53′ 32″ E / 41.825216°N,2.892302°E  | IPA-30419     | Can Vidal (Llagostera) · Vegeu més fotos d'aquest monument · Carregueu una nova foto d'aquest monument                                                |
| Casa Coris del Doctor Pascual                   |             | Eclecticisme XIX Final              | Llagostera C. Constància, 2, Eixample Estació                 | 41° 49′ 35″ N, 2° 53′ 31″ E / 41.826332°N,2.891948°E  | IPA-30424     | Casa Coris (Llagostera) · Vegeu més fotos d'aquest monument · Carregueu una nova foto d'aquest monument                                               |
| Habitatge al carrer Santa Anna, 25              |             | Neoclassicisme-Romàntic XIX Mitjan  | Llagostera C. Santa Anna, 25, Eixample Estació                | 41° 49′ 42″ N, 2° 53′ 35″ E / 41.828443°N,2.893064°E  | IPA-30425     | Habitatge al carrer Santa Anna, 25 (Llagostera) · Vegeu més fotos d'aquest monument · Carregueu una nova foto d'aquest monument                       |
| Estació de ferrocarril de Llagostera            |             | Eclecticisme XIX Final              | Llagostera Pg. Romeu, 3, Eixample Estació                     | 41° 49′ 29″ N, 2° 53′ 24″ E / 41.824621°N,2.890060°E  | IPA-30432     | Estació de ferrocarril de Sant Feliu de Guíxols a Girona (Llagostera) · Vegeu més fotos d'aquest monument · Carregueu una nova foto d'aquest monument |
| Can Font                                        |             | Obra popular XVII                   | Llagostera Veïnat de Ganix, 6                                 | 41° 49′ 21″ N, 2° 55′ 09″ E / 41.822416°N,2.919282°E  | IPA-30439     | Can Font (Llagostera) · Vegeu més fotos d'aquest monument · Carregueu una nova foto d'aquest monument                                                 |
| Can Guardiola                                   |             | Obra popular XVI, XVIII             | Llagostera Veïnat de Ganix, 9                                 | 41° 49′ 12″ N, 2° 55′ 03″ E / 41.819933°N,2.917473°E  | IPA-30440     | Can Guardiola (Llagostera) · Vegeu més fotos d'aquest monument · Carregueu una nova foto d'aquest monument                                            |
| Can Nadal                                       |             | Obra popular XV, XVIII Mitjan       | Llagostera Veïnat de Ganix, 11                                | 41° 49′ 17″ N, 2° 54′ 42″ E / 41.821433°N,2.911668°E  | IPA-30441     | Can Nadal (Llagostera) · Vegeu més fotos d'aquest monument · Carregueu una nova foto d'aquest monument                                                |
| Can Bauler de Dalt                              |             | XIX Final                           | Llagostera Veïnat de Llobatera                                | 41° 48′ 15″ N, 2° 53′ 22″ E / 41.804260°N,2.889445°E  | IPA-30438     | Can Bauler de Dalt (Llagostera) · Vegeu més fotos d'aquest monument · Carregueu una nova foto d'aquest monument                                       |
| Can Vidal de Llobatera                          |             | Obra popular XVI, XVIII             | Llagostera Veïnat de Llobatera, 21                            | 41° 48′ 02″ N, 2° 52′ 32″ E / 41.800693°N,2.875584°E  | IPA-30442     | Can Vidal de Llobatera (Llagostera) · Vegeu més fotos d'aquest monument · Carregueu una nova foto d'aquest monument                                   |
| Can Boada                                       |             | Obra popular XVI                    | Llagostera Veïnat de Llobatera, 19                            | 41° 48′ 25″ N, 2° 52′ 48″ E / 41.806931°N,2.880050°E  | IPA-30451     | Can Boada (Llagostera) · Vegeu més fotos d'aquest monument · Carregueu una nova foto d'aquest monument                                                |
| Can Sagols                                      |             | Obra popular XVI                    | Llagostera Veïnat de Llobatera, 10                            | 41° 48′ 49″ N, 2° 53′ 20″ E / 41.813726°N,2.888833°E  | IPA-30454     | Can Sagols (Llagostera) · Vegeu més fotos d'aquest monument · Carregueu una nova foto d'aquest monument                                               |
| Can Prats                                       |             | Obra popular XVI, XVIII Mitjan      | Llagostera Veïnat de Mata, 7                                  | 41° 50′ 11″ N, 2° 52′ 11″ E / 41.836489°N,2.869716°E  | IPA-30447     | Can Prats (Llagostera) · Vegeu més fotos d'aquest monument · Carregueu una nova foto d'aquest monument                                                |
| Ca n'Alou                                       |             | Obra popular XVI, XIX Final         | Llagostera Veïnat de Penedès, 41                              | 41° 50′ 04″ N, 2° 55′ 37″ E / 41.834482°N,2.926921°E  | IPA-30448     | Ca n'Alou (Llagostera) · Vegeu més fotos d'aquest monument · Carregueu una nova foto d'aquest monument                                                |
| Can Llambí                                      |             | XVI, XX                             | Llagostera Veïnat de Penedes, 46                              | 41° 50′ 20″ N, 2° 56′ 55″ E / 41.838983°N,2.948481°E  | IPA-30449     | Can Llambí (Llagostera) · Vegeu més fotos d'aquest monument · Carregueu una nova foto d'aquest monument                                               |
| Can Morató                                      |             | Obra popular XVI, XVIII             | Llagostera Veïnat de Penedes, 58                              | 41° 51′ 20″ N, 2° 57′ 18″ E / 41.855640°N,2.955125°E  | IPA-30450     | Can Morató (Llagostera) · Vegeu més fotos d'aquest monument · Carregueu una nova foto d'aquest monument                                               |
| Capella de Sant Llorenç                         |             | Obra popular XVI                    | Llagostera Veïnat de Sant Llorenç, 17                         | 41° 48′ 19″ N, 2° 54′ 15″ E / 41.805192°N,2.904142°E  | IPA-30436     | Capella de Sant Llorenç (Llagostera) · Vegeu més fotos d'aquest monument · Carregueu una nova foto d'aquest monument                                  |
| Can Codolar                                     |             | Eclecticisme XVII                   | Llagostera Veïnat de Sant Llorenç, 13-14                      | 41° 47′ 59″ N, 2° 53′ 55″ E / 41.799824°N,2.898613°E  | IPA-30437     | Can Codolar (Llagostera) · Vegeu més fotos d'aquest monument · Carregueu una nova foto d'aquest monument                                              |
| Can Rissec                                      |             | Obra popular XVI                    | Llagostera Veïnat de Sant Llorenç, 40                         | 41° 47′ 31″ N, 2° 53′ 45″ E / 41.791821°N,2.895746°E  | IPA-30452     | Can Rissec (Llagostera) · Vegeu més fotos d'aquest monument · Carregueu una nova foto d'aquest monument                                               |
| Casal de Can Rissec                             |             | XIX                                 | Llagostera Veïnat de Sant Llorenç, 40                         | 41° 47′ 31″ N, 2° 53′ 46″ E / 41.791817°N,2.896107°E  | IPA-30453     | Casal de Can Rissec (Llagostera) · Vegeu més fotos d'aquest monument · Carregueu una nova foto d'aquest monument                                      |
| Can Gros                                        |             | Obra popular XVI                    | Llagostera Veïnat de Sant Llorenç, 29                         | 41° 48′ 45″ N, 2° 54′ 53″ E / 41.812638°N,2.914650°E  | IPA-30455     | Can Gros (Llagostera) · Vegeu més fotos d'aquest monument · Carregueu una nova foto d'aquest monument                                                 |
| Molins del Ridaura, Molí Can Moner              |             | Obra popular XIX                    | Llagostera Veïnat de Sant Llorenç, 30                         | 41° 48′ 33″ N, 2° 55′ 21″ E / 41.809073°N,2.922535°E  | IPA-30456     | Molins del Ridaura (Llagostera) · Vegeu més fotos d'aquest monument · Carregueu una nova foto d'aquest monument                                       |
| Can Vidal de Penedes                            |             | Obra popular XVI, XVIII Mitjan      | Llagostera Veïnat de Penedes, 45                              | 41° 50′ 13″ N, 2° 56′ 22″ E / 41.836824°N,2.939363°E  | IPA-30443     | Can Vidal (Llagostera) · Vegeu més fotos d'aquest monument · Carregueu una nova foto d'aquest monument                                                |
| Can Parera                                      |             | Obra popular XVI                    | Llagostera Veïnat de Penedes, 22                              | 41° 50′ 02″ N, 2° 55′ 30″ E / 41.833760°N,2.924959°E  | IPA-30444     | Can Parera (Llagostera) · Vegeu més fotos d'aquest monument · Carregueu una nova foto d'aquest monument                                               |
| Ermita de Sant Ampèlit                          |             | Romànic, obra popular XIII          | Llagostera Veïnat de Penedes, 56                              | 41° 50′ 22″ N, 2° 57′ 10″ E / 41.839419°N,2.952694°E  | IPA-30445     | Ermita de Sant Ampèlit de Penedes (Llagostera) · Vegeu més fotos d'aquest monument · Carregueu una nova foto d'aquest monument                        |
| Can Borra                                       |             | Obra popular XVI                    | Llagostera Veïnat de Penedes, 6                               | 41° 50′ 03″ N, 2° 52′ 20″ E / 41.834238°N,2.872129°E  | IPA-30446     | Can Borra (Llagostera) · Vegeu més fotos d'aquest monument · Carregueu una nova foto d'aquest monument                                                |
| Molí Can Carreres, Molí del Mig                 |             | Obra popular XVII                   | Llagostera Can Carreres                                       | 41° 48′ 12″ N, 2° 55′ 29″ E / 41.803231°N,2.9247370°E | IPA-42959     | Molí Can Carreres (Llagostera) · Vegeu més fotos d'aquest monument · Carregueu una nova foto d'aquest monument                                        |
| Molí d'en Llambí                                |             | Obra popular XVII, XIX              | Llagostera                                                    | 41° 50′ 38″ N, 2° 56′ 22″ E / 41.843995°N,2.939534°E  | IPA-42960     | Molí d'en Llambí (Llagostera) · Vegeu més fotos d'aquest monument · Carregueu una nova foto d'aquest monument                                         |
| Molí del Xòrrec, Molí L. Valle                  |             | Obra popular XIX                    | Llagostera Can Pata                                           | 41° 49′ 33″ N, 2° 55′ 29″ E / 41.825820°N,2.9246670°E | IPA-42973     | Molí L. Valle (Llagostera) · Vegeu més fotos d'aquest monument · Carregueu una nova foto d'aquest monument                                            |